# (376) Геометрия
(376) Геометрия (др.-греч. γῆ + μετρέω) — типичный астероид главного пояса, который принадлежит к светлому спектральному классу S. Он был открыт 18 сентября 1893 года французским астрономом Огюстом Шарлуа в обсерватории Ниццы и назван в честь геометрии, одного из древнейших разделов математики, изучающего пространственные отношения и формы, а также их обобщения.

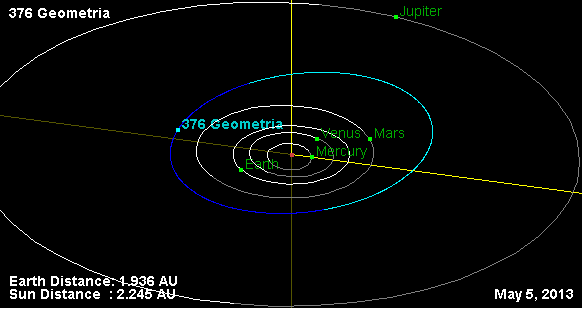
Орбита астероида Геометрия и его положение в Солнечной системе

Фотометрические наблюдения, проведённые в 1983 году в обсерватории Верхнего Прованса, позволили получить кривые блеска этого тела, из которых следовало, что период вращения астероида вокруг своей оси равняется 7,74 ± 0,02 часам, с изменением блеска по мере вращения 0,16 ± 0,01 m.